# Ambohipihaonana (Ambatolampy)
Ambohipihaonana è una città e comune del Madagascar situata nel distretto di Ambatolampy, regione di Vakinankaratra. 
La popolazione del comune rilevata nel censimento 2001 era pari a 17 295 unità.